# Xenia Leblanc
Xenia Leblanc es una actriz, productora, guionista y directora rusa, reconocida principalmente por su participación en la serie estadounidense Orange is the New Black. Como cineasta, ha dirigido algunos cortometrajes desde el año 2011, y algunos episodios de series de televisión como Gritty & Pretty y Broken English.

## Primeros años y estudios
Nacida en San Petersburgo, Leblanc inicialmente planeaba graduarse como periodista, por lo que ingresó en la Universidad Estatal de San Petersburgo. Sin embargo, abandonó la carrera poco tiempo después y se mudó a Inglaterra, donde estudió cine en la Queen Mary University of London, graduándose en el año 2012. Acto seguido se trasladó a Los Ángeles, donde estudió teatro y producción cinematográfica.

## Carrera
Inició su carrera como actriz a comienzos de la década de 2010, con pequeñas apariciones en series de televisión como Bitchin' Kitchen y en cortometrajes como Lady in the Lake, Alyona y The Underdog. En algunos de ellos participó también como guionista, directora o productora. En 2015 interpretó el papel de Cindy en el largometraje Twelve. Tras figurar en algunos cortometrajes entre 2015 y 2016, tuvo su primera oportunidad en una producción a gran escala al interpretar en 2017 el papel de la joven Red en la popular serie Orange is the New Black. Ese mismo año personificó a una reportera de noticias en la película de superhéroes de DC Comics Liga de la justicia. También en 2017 interpretó el papel de Kira, una chica rusa, en la serie de televisión Broken English.

## Filmografía

### Actriz
- 2020 - Gritty & Pretty
- 2019 - Glimpse (corto)
- 2018 - The Retreat (corto)
- 2018 - Live (corto)
- 2018 - Man Eaters (corto)
- 2018 - Potatoes
- 2016 - Broken English
- 2017 - Liga de la Justicia
- 2017 - Night Walk (corto)
- 2017 - Angela (corto)
- 2017 - Orange Is the New Black
- 2016 - To Be, or Not... (corto)
- 2016 - Pimpkillah (corto)
- 2016 - Toothpicked (corto)
- 2016 - The Big Break (corto)
- 2016 - February 2.0 (corto)
- 2015 - Twelve
- 2015 - The Underdog (corto)
- 2015 - Alter Ego (corto)
- 2014 - Alyona (corto)
- 2014 - Lady in the Lake (corto)
- 2013 - Lay My Eye (corto)
- 2013 - Bitchin' Kitchen

### Directora
- 2020 - Gritty & Pretty (5 episodios)
- 2016 - Russian Mom (corto)
- 2017 - Broken English (1 episodio)
- 2016 - To Be, or Not... (corto)
- 2016 - Toothpicked (corto)
- 2016 - Underdog (corto)
- 2015 - Alter Ego (corto)
- 2011 - Start Button (corto)

## Premios

### Competencia de cortometrajes My Rode Reel
- 2018 - Mejor cortometraje de acción por Maneater (ganadora)
- 2018 - Mejor cortometraje de comedia por Maneater (nominada)[7]